# Aubrey Black
Aubrey Black (* 28. Mai 1974 in Gisborne, Neuseeland) ist eine neuseeländische Pornodarstellerin.

## Karriere
Im Alter von 16 Jahren zog sie mit ihrer Familie nach Australien und lebte in Brisbane, der Hauptstadt des Bundesstaates Queensland. Sie wurde als Mormonin erzogen, ein Glaube, an den sie bis zu ihrem 30. Lebensjahr und ihren Anhängern festhielt, in dem sie ihre zwei Kinder großzog.
Sie begann einige Jobs in der Marketingbranche sowie als Fotografin und Grafikdesignerin zu arbeiten, mit denen sie das bewarb, was später ihre persönliche Marke als erotisches Model und später als pornografische Schauspielerin werden sollte. Während einer ihrer Sitzungen traf sie jedoch eine Gruppe von Kollegen, die sie auf die Möglichkeit hinwiesen, dass sie als Escort-Dame arbeiten könnte, der sie trotz der ersten Zurückhaltung als Mormone und alleinerziehende Mutter von zwei Kindern zu dieser Zeit zustimmte.
Sie baute ihre Karriere als Escort und als erotisches Model bis 2017 auf, als sie im Alter von 43 Jahren ihr Debüt als Pornodarstellerin gab. Aufgrund ihres Alters und ihrer Eigenschaften wurde sie sowohl als MILF-Darstellerin oder der einer Cougar gecastet.
Sie wurde zwischen 2015 und 2017 mit verschiedenen Preisen der australischen Erotikfilmindustrie ausgezeichnet. Sie wurde unter anderem 2015 und 2016 als beste MILF-Darstellerin des Jahres ausgezeichnet.
Als Darstellerin hat sie Filme und Szenen für Produktionsfirmen wie Mind Geek, Brazzers, Reality Kings, Milf Hunters, Elegant Angel, Naughty America, Twistys, Cherry Pimps, Mommy Blows Best oder Fake Taxi aufgenommen.
Sie hat in mehr als 90 Filmen als Darstellerin mitgewirkt.

## Filmografie (Auswahl)
- 2021: Tonight's Girlfriend Vol. 101
- 2020: A Step Too Far!
- 2020: The Bang Theory 8
- 2020: Fixing for a Fuck 3
- 2020: The Love We Live
- 2020: Nympho Nurses & Dirty Doctors 3
- 2020: Porno Academie #6 – College Girls
- 2020: Gangbang Creampie: Bad Moms
- 2020: Are You Rough Enough? 5
- 2020: Bad Brother POV
- 2020: Happy Ending Lesbian Massages
- 2019: Railed By The Cocksmen 4
- 2019: Big Breast Seductions 2
- 2019: Mom Knows Best 13
- 2019: Mom Drips
- 2019: Mom Desires
- 2019: My First Sex Teacher Vol. 61
- 2019: Ai Sex Pet
- 2019: Dirty Wives Club Vol. 26
- 2018: All In The XXX Family 2
- 2018: MILF Edition
- 2018: Anal Mommas
- 2018: Blacks On Cougars #17
- 2018: White Mommas Vol. 7

## Auszeichnungen
- Australian Adult Industry Awards 2015 – Alpha Girl, Best PSE Provider, Best Touring Escort
- Australian Adult Industry Awards 2016 – Best Adult Website, Best Escort Overall, Best Touring Escort, MILF of the year
- Australian Adult Industry Awards 2017 – Alpha Female, Best Personal Assistant, MILF of the year